# 75 aC
L'any 75 aC va ser un any del calendari romà prejulià. En aquell temps, era conegut com a any del consolat d'Octavi i Cota (o, més rarament, any 679 ab urbe condita o de la fundació de la ciutat). L'ús del nom «75 aC» per referir-se a aquest any es remunta a l'alta edat mitjana, quan el sistema Anno Domini va ser el mètode de numeració dels anys més comú a Europa.

## Esdeveniments

### República Romana
- Luci Octavi i Gai Aureli Cota són elegits cònsols.[2]
- Quint Opimi, tribú de la plebs, dona suport a una llei del cònsol Gai Aureli Cota (Aurelia de tribunis plebis) per la qual els tribuns de la plebs podrien optar a altres magistratures després del seu període, opció de la que havien estat privats per una llei Cornèlia, establerta per Sul·la.[3]
- Ciceró és qüestor a la província romana de Sicília.[4]
- Quint Hortensi Hòrtal, edil curul aquest any, organitza uns Jocs esplendorosos que són recordats durant molt de temps.[5]

### Hispània
- Gneu Pompeu Magne segueix la guerra contra Sertori a Hispània. Creua l'Ebre cap on eren Herenni i Perpenna, llegats de Quint Sertori, als que derrota a prop de València, i es vol enfrontar amb Sertori, que ve per l'oest, Sertori vol lluitar abans de la unió de Pompeu amb l'exèrcit de Quint Cecili Metel Pius. Es lliura una batalla a la vora del Sucro (Xúquer) que no té un guanyador clar. L'ala dreta de Pompeu, que ell mateix dirigia, va fugir, però l'ala esquerra comandada per Luci Afrani, va vèncer a l'ala dreta de Sertori. Sertori es retira. Més tard, Pompeu acampa amb el seu exèrcit vora la ciutat vascona d'Iruña i funda la ciutat de Pompelo, Pamplona.[6]